# 木村保
木村保（1934年9月24日—2005年3月1日），日本棒球選手，出生於大阪府，曾經效力於日本職棒福岡軟體銀行鷹等隊伍，生涯通算21次勝投。